# Stahlpanzerrohr

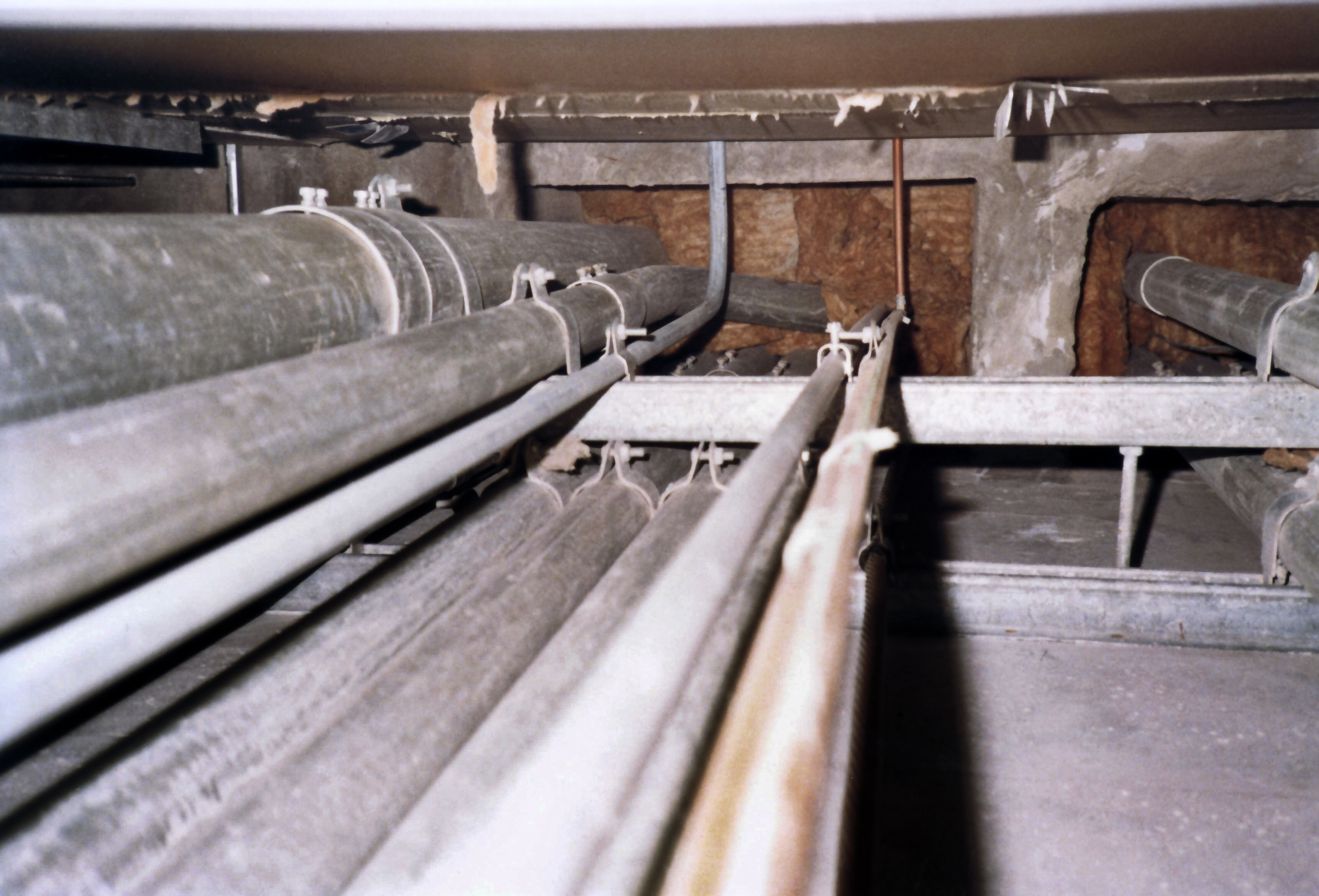
Verschiedene Stahlpanzerrohre zur Führung von Kabeln

Stahlpanzerrohr (umgangssprachlich Stapa-Rohr) ist ein Elektroinstallationsrohr aus Stahl und dient vorzugsweise zur Aufnahme von Kabeln und Aderleitungen. Es verfügt über eine sehr hohe mechanische Festigkeit und eignet sich deshalb besonders für extrem rauen Betrieb (z. B. Bergbau, Kraftwerke, Chemiebetriebe). Stahlpanzerrohre werden in Längen von drei Metern geliefert. Es sind schwarz lackierte und verzinkte Rohre im Handel. Die Verbindungen für zwei Rohre sind als Steckmuffen oder als Gewindemuffen lieferbar, die jeweils über beide Enden geschoben oder geschraubt werden. Seit 2011 werden Stahlpanzerrohre auch mit angeformter Muffe gefertigt.
Neuerdings werden im stärkeren Maße Edelstahlrohre aus den Werkstoffen 1.4301 oder 1.4571 insbesondere im Lebensmittelbereich, im Bereich von Kläranlagen und in Straßentunneln eingesetzt. Es zeichnet sich auch ein Trend ab, dass Stapa-Rohre durch Aluminiumrohre ersetzt werden.
Seit 2000 sind die PG-Größen durch metrische Größen für die Außendurchmesser ersetzt. Nach der gültigen europäischen Norm gibt es 16, 20, 25, 32, 40, 50 und 63 mm Außendurchmesser. Für 90°-Krümmungen gibt es fertige Bögen. Stahlpanzerrohre mit Wandstärken ab 2 mm lassen sich mittels Biegevorrichtung kalt biegen. Den mechanischen Schutz der aus dem Rohr austretenden Kabel und Aderleitungen übernehmen entsprechende Endtüllen aus Kunststoff. Die Befestigung der Rohre erfolgt mittels spezieller Schellen.
Folgende Normen gelten:
- EN 60423 Elektroinstallationsrohrsysteme für elektrische Energie und für Informationen – Außendurchmesser von Elektroinstallationsrohren und Gewinde für Elektroinstallationsrohre und deren Zubehör
- EN 61386 (entspricht in Deutschland VDE 0605) Elektroinstallationsrohrsysteme für elektrische Energie und für Informationen
  - Teil 1: Allgemeine Anforderungen
  - Teil 21: Besondere Anforderungen für starre Elektroinstallationsrohrsysteme
  - Teil 25: Besondere Anforderungen für Rohrhalter
- EN ISO 1461 für die Feuerverzinkung